# 小胡桃蛤
是弯锦蛤目银锦蛤科银锦蛤属的一种。主要分布于韩国、中国大陆、台湾，常栖息在水深20余米、43－60米的细沙沈积区。